# Frito-Lay
Frito-Lay, Inc. – amerykańskie przedsiębiorstwo zajmujące się produkcją chrupek kukurydzianych, chipsów i innych przekąsek.
Frito-Lay, Inc. powstał z połączenia The Frito Company i H.W. Lay & Company w roku 1961. W roku 1965 Frito-Lay, Inc. połączył się z Pepsi Cola International Ltd., tworząc nową spółkę pod nazwą PepsiCo, Inc.
Produkty Frito-Lay to między innymi:
- Fritos(inne języki)
- Doritos
- Cheetos
- Ruffles(inne języki)
- Lay’s
- Star Chips
- Funyuns(inne języki)
- Snaki
- Stars
- Rold Gold(inne języki) – precle
- Smartfood(inne języki)
- Baken-Ets
- Tostitos(inne języki)
- Munchos(inne języki)
- Sunbites
- Sun Chips(inne języki)
- Munchies(inne języki)
- Walkers
- Cracker Jack(inne języki)
- Margrita